# Bitwa pod Baesweiler

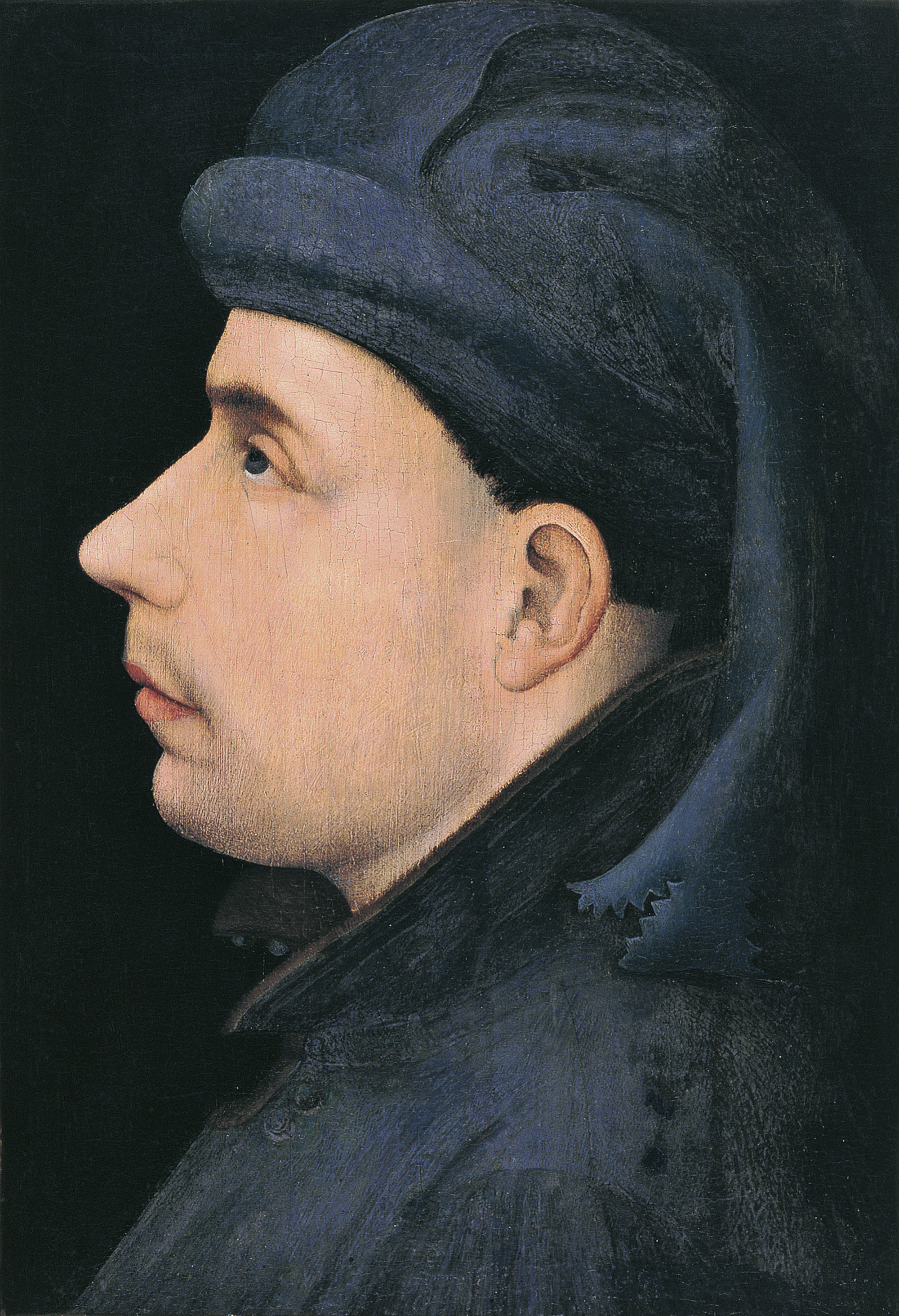
Wacław I

Bitwa pod Baesweiler – bitwa stoczona 22 sierpnia 1371 w pobliżu miejscowości Baesweiler na terenie księstwa Jülich, pomiędzy siłami dowodzonymi przez księcia Brabancji Wacława I luksemburskiego oraz wojskami księcia Jülich Wilhelma II, zakończona zwycięstwem Wilhelma II.

## Przyczyny
Napięcie pomiędzy księstwami Brabancji i Jülich narastało już w latach 60. XIV w. Powodem była ekspansja polityczna i terytorialna książąt Brabancji, na którą władcy Jülich odpowiadali pozwalając atakować kupców pochodzących z Brabancji, Liège i Kolonii. Oficjalny protest księcia Brabancji Wacława I luksemburskiego pozostał bez skutku, wobec czego władca ten postanowił zorganizować wyprawę wojenną przeciwko księciu Jülich Wilhelmowi II.

## Siły stron
Wacław skoncentrował swoje rycerstwo w sierpniu w Maastricht, skąd stara rzymska droga prowadziła prosto do Jülich. Pod jego dowództwem zebrało się nie tylko rycerstwo brabanckie, ale także rycerze z biskupstwa Liège, hrabstw Namur, Hainaut i Flandrii, a nawet z Francji. Dysponował też pewną liczbą łuczników z Brukseli i Leuven. Łącznie jego siły liczyły ok. 2500 ludzi. Przygotowujący się do obrony Wilhelm II miał tysiąc swoich ludzi, wspomógł go też sprzymierzony z nim książę Geldrii Edward z siłami liczącymi sześciuset wojowników. Ponadto pod jego rozkazy stanęła pewna liczba niemieckich rycerzy i członków milicji miejskich. Dysponował jednak siłami znacznie mniejszymi od przeciwnika.

## Bitwa
20 sierpnia Wacław ruszył ze swoim wojskiem w kierunku Jülich i wkroczył na terytorium przeciwnika, a jego ludzie rozpoczęli grabież. Wieczorem 21 sierpnia zatrzymał się pod Baesweiler, około dwunastu kilometrów od celu. Kolejnego dnia o poranku pojawiły się tam siły księcia Jülich i z zaskoczenia zaatakowały obóz przeciwnika. Brabantczycy uczestniczyli w tym momencie we mszy, a jedyną przygotowaną do walki formacją była straż przednia – gdy wojsko Wilhelma II pokonało jej opór, doszło w obozie brabanckim do paniki i ucieczki. Siły Wacława, mimo liczebnej przewagi, zostały rozgromione, a on sam dostał się do niewoli księcia Jülich, podobnie jak spora część jego podkomendnych. Straty Wilhelma były niewielkie, ale jedną z ofiar po jego stronie był władca Geldrii, Edward, trafiony strzałą w oko. Miał zostać postrzelony już po bitwie, gdy otworzył hełm, przez jednego z własnych zbrojnych, należącego jednak do wrogiego mu stronnictwa. Zmarł dwa dni po bitwie.

## Zakończenie konfliktu
Gdy tylko wieść o porażce dotarła do Brukseli, przebywająca tam księżna brabancka Joanna podjęła próbę zorganizowania nowej armii. Jednak jej działania nie zakończyły się sukcesem, a stany księstwa brabanckiego wykorzystały sytuację, by wymusić na księżnej nowe przywileje. Odmówił pomocy, zaangażowany w działania zbrojne na południu swego kraju, król Francji. Dopiero prośba Joanny skierowana do cesarza Karola IV Luksemburskiego spowodowała reakcję: zadeklarował rozpoczęcie kampanii przeciwko księciu Jülich i zwołał swych wasali na 4 czerwca 1372 do Akwizgranu. Na wezwanie cesarza odpowiedzieli bardzo liczni feudałowie z terenu Rzeszy, w tym m.in. arcybiskupi Kolonii, Moguncji, Trewiru i Magdeburga, liczni biskupi, hrabia Holandii Albrecht I i wielu innych książąt.
Przed wyruszeniem przeciwko Wilhelmowi zebrani (z których wielu było z księciem Jülich spokrewnionych) postanowili wystąpić z propozycją pokojowego rozwiązania konfliktu. Wilhelm, zapewne zaskoczony rozmiarem mobilizacji przeciwko niemu, chętnie przyjął tę propozycję. 20 czerwca ukorzył się przed cesarzem i przyznał do błędu, a 24 czerwca zawarł układ ze swym przeciwnikiem. Według postanowień tego traktatu, Wilhelm uwolnił bez okupu z niewoli księcia Wacława, a ponadto obaj władcy zapewnili o wzajemnej obronie swoich księstw – przy czym Wilhelm z tego tytułu miał otrzymać znaczną sumę pieniędzy (zapewne zamiast okupu). Książę Brabancji został ponadto zobowiązany do spłaty strat poniesionych przez zbrojnych stojących po jego stronie.

## Skutki bitwy
Skutkiem porażki Wacława było załamanie jego ekspansywnej polityki. Konieczność zapłacenia wysokiej sumy pieniężnej swemu rywalowi i wyrównania strat swoich rycerzy wpędziła go w kłopoty finansowe. Miał ogromne długi, a jego pozycję polityczną osłabiło umocnienie się stanów w Brabancji. Kontynuowanie polityki ekspansji było niemożliwe zarówno z powodu braku pieniędzy, jak i z ograniczenia przez stany możliwości prowadzenia przezeń samodzielnej polityki.
Śmierć księcia Geldrii miała też duże znaczenie dla jego kraju. Na tron powrócił więziony przez Edwarda (od dziesięciu lat) jego brat Renald III. Kilka miesięcy później schorowany Renald zmarł. Wobec braku męskich potomków obu braci i wygaśnięcia dynastii, rozgorzał kolejny konflikt, tym razem o tron geldryjski. Z tych zmagań ostatecznie zwycięsko wyszedł książę Jülich, który zapewnił księstwo Geldrii swojemu synowi, Wilhelmowi.